# Zora Singh

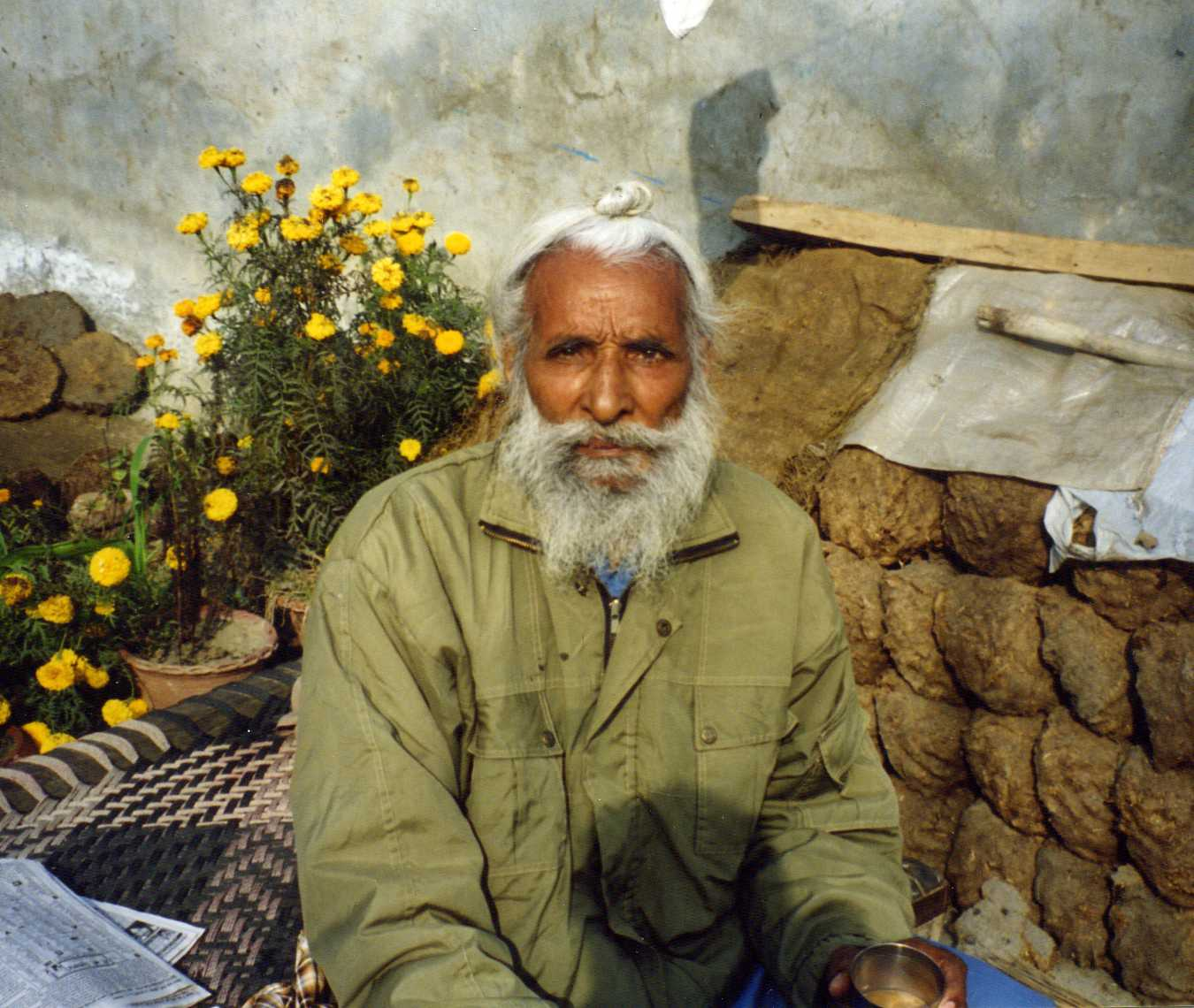
Zora Singh

Zora Singh (* 6. Juni 1929 in Talwandi Khurd, Ludhiana; † 9. Oktober 2005 ebenda) war ein indischer Geher.
Bei den Olympischen Spielen 1960 in Rom kam er im 50-km-Gehen auf den achten und im 20-km-Gehen auf den 20. Platz.

## Persönliche Bestzeiten
- 20 km Gehen: 1:33:33 h, 1960
- 50 km Gehen: 4:28:44 h, 1960